# Артилерийска бригада на 48 дивизия
Артилерийската бригада на 48 дивизия е комунистическа партизанска единица във Вардарска Македония, участвала в така наречената Народоосвободителна войска на Македония.
Създадена е в Скопие на 18 февруари 1945 година заедно с артилерийската бригада на 42 дивизия. Двете бригади се състоят от по 4 дивизиона, които са придадени от половината от състава на първа македонска артилерийска бригада. По заповед на Главния щаб на партизанските отряди на 25 февруари бригадата тръгва от Скопие през Враня за Белград. Пристига на 2 март в Белград, където е превъоръжена с ново руско оръжие. По това време бройният състав на бригадата е следния: 1191 души, от които 96 офицера, 9 политически комисара, 188 подофицера, 864 войника и 4 жени. Въоръжението на бригадата е следното: тридесет и пет 122 mm гаубици, 4 разнокалибрени гаубици, седемдесет 76 mm оръдия, 6 разнокалибрени оръдия, 55 оръдия ЗИС от 76 mm, сто и двадесет 45 mm оръдия, 12 противотанкови оръдия, четиридесет и пет 45 mm противотанкови оръдия, 85x120 mm минохвъргачки, 455x82 mm минохвъргачки, 75x81 mm минохвъргачки. Бригадата губи петима души на Сремскит фронт.

## Състав[3]
- Илия Попевски – командир (от 16 февруари 1945)
- Димитър Гулевски – командир (от март 1945)
- Борис Милевски – командир (до март 1945)
- Блаже Стефановски – политически комисар
- Люпчо Мариновски – Бисера – заместник-политически комисар
- Андрея Русяковски – началник-щаб